# Мусакаева
Мусакаева — деревня  Кунашакского района Челябинской области. Входит в состав Куяшского сельского поселения.

## География
Расположена в северо-западной части района, на берегу небольшой реки — правого притока Караболки. Расстояние до районного центра, Кунашака, 53 км.

## История
Деревня основана после 1742 приволжскими татарами, поселившимися на здешних башкирских землях, чтобы избежать насильственого крещения.

## Население
| 2002 | 2010 |
| ---- | ---- |
| 44   | ↘24  |

(в 1995 — 44)

## Улицы
- Центральная улица